# Wer nimmt die Liebe ernst? (1931)
Wer nimmt die Liebe ernst? ist eine Filmkomödie und ein Liebesfilm des Regisseurs Erich Engel aus dem Jahr 1931. In der Hauptrolle verkörpert Max Hansen den Kleinkriminellen Max. Vor dem zeitgenössischen Hintergrund der Weltwirtschaftskrise erscheint es bemerkenswert, dass die Hauptpersonen der Komödie in ökonomisch prekären Umständen leben.

## Handlung
Der harmlose Kleinkriminelle Max ist eigentlich ein Mensch mit einem großen Herzen. Seinen Lebensunterhalt „verdient“ er sich, indem er mit seinem „Kollegen“ Willy Hunde entführt und diese gegen ein Lösegeld ihren Besitzern wieder „ordnungsgemäß“ übergibt.
Als er wieder einmal von der Polizei verfolgt wird, findet er bei Ilse Unterschlupf, die Max gegenüber ihrer Zimmervermieterin als ihren Lebensgefährten ausgibt. Es hilft alles nichts, er muss eine kleine Haftstrafe von drei Tagen im Gefängnis absitzen. Dort lernt der den Hundebesitzer und Spekulanten Bruno kennen, der ihm auch nach seiner Haftentlassung auf den Fersen bleibt.
Im weiteren Verlauf wird Ilses Zimmer von der Vermieterin gekündigt, die durchschaut hat, dass Max eigentlich ein von der Polizei gesuchter Verbrecher war. Ob er nun ein harmloser Kleinkrimineller oder ein echter Gangster war, da unterscheidet sie nicht. Ein wesentlicher Teil der weiteren Filmhandlung spielt bei einer Schönheitskonkurrenz (Misswahl) im Berliner Lunapark, die Ilse gewinnt. Max kann sie allerdings nicht mehr besuchen kommen, da sein treuer Knastkollege Bruno immer wieder dazwischenkommt.
Die Handlung des Films nimmt ein gutes Ende, als Max eines Tages aus lauter Kummer um Ilse angetrunken nach Hause kommt, aber sie ihn dort bereits sehnsüchtig erwartet. Glücklich fallen sich die beiden in die Arme und blicken fortan in eine gemeinsame Zukunft.

## Erscheinungstermine und abweichende Filmtitel
Wer nimmt die Liebe ernst? wurde am 28. September 1931 im Berliner Atrium uraufgeführt. Weitere Erscheinungstermine (im Ausland) waren der 21. März 1932 in Schweden (dort unter dem Titel Flickan från Luna Park) und der 9. Februar 1936 in den USA (dort unter dem internationalen Titel Who Takes Love Seriously?). In Dänemark hieß der Titel Berlinernætter; in Österreich wurde der Originaltitel verwendet (mit teilweise geringfügiger Abweichung; statt des Fragezeichens wurden teilweise Auslassungspunkte am Ende des Titels eingesetzt).

## Produktionsnotizen
Kurt Schröder dirigierte das Orchester, dessen Leitung Lewis Ruth übernahm. Die Liedtexte entstammen der Feder von Fritz Rotter, Marcel Lion und Willy Rosen. Die Filmbauten entwarf Heinrich C. Richter.
Für den deutschen Film- und Theaterregisseur Erich Engel war dies sein erster Spielfilm.

## Kritiken
Paimann’s Filmlisten resümierte: „Nicht prüde aber ohne Geschmacklosigkeiten, humoristisch doch nicht krampfig, unprätentiös aber niveaubedacht ist dieses Filmbuch. Ihm wird die kontinuierliche, nur leicht karikierende Regie gerecht, führt das Ensemble mit entzückender Nonchalance, läßt es ungezwungen witzigen Dialog plaudern. Hansen charmant, ohne Mätzchen; die Jugo allerliebst, aufgelockert.“

„Der erste Spielfilm von Erich Engel ist eine auf treffende Milieustudien, pointierte Dialoge und zeitkritisch-parodistische Anspielungen angelegte Komödie.“

## Sonstiges
Wer nimmt die Liebe ernst? wird – wie viele andere Filme, die kurz vor der Zeit des Nationalsozialismus entstanden – in der Rückschau von traurigen und beschämenden Umständen überschattet. Beispielsweise kamen der Kabarettist und Texter Willy Rosen (bürgerlich Wilhelm Julius Rosenbaum) wie auch der Schauspieler Otto Wallburg in Konzentrationslagern ums Leben.